# Mallala
Mallala – miasto w Australii, w stanie Australia Południowa.